# 朱希彩
朱 希彩（しゅ きさい、? - 772年）は、唐代の部将と高密王。当初は唐から半独立であった盧龍軍節度使の李懐仙の下で仕えたが、大暦3年（768年）に朱泚と朱滔兄弟と共に李懐仙を殺害して盧龍を支配した。大暦7年（772年）に殺害されて朱泚が取って代わった。

## 生涯
朱希彩について詳しい記述はなく、生年も不詳である。唐代の歴史家の平致美の『薊門紀乱』によれば、若年は燕（安史の乱）に仕えたという。燕の史朝義が父の史思明を殺して即位した761年、朱希彩は范陽に留まり、李懐仙と戦って敗け降伏した。763年に李懐仙が代宗に投降すると、史朝義が大敗して自害したことで燕は滅び、朱希彩は唐に仕え続けた。
大暦3年（768年）、朱泚と朱滔と共に幽州兵馬使であった朱希彩は李懐仙を裏切り、一族もろとも殺した。朱希彩が留後を自称した。血縁関係ではないが、同姓の朱泚には信頼を寄せていたという。成徳軍節度使の李宝臣は李懐仙と同盟関係にあり悼み、李懐仙の仇を討つべく盧龍に攻め込んだが、朱希彩の反撃に敗けた。唐は捕らえる事は難しいと考えて朱希彩を赦免し、正式に幽州節度使となった。牽制として王縉が盧龍軍節度使に付けられ、朱希彩は礼儀正しく接したが、王縉が支配を取り上げることには警戒し続けた。王縉はそれ以上留まることは無意味だとして数日で幽州から長安に帰還した。
朱希彩は正式な位を得ると途端に本性を表し、過酷な政治で人民を苦しめた。また、朝廷の意に従わないことが多く、盧龍の半独立を保った。大暦7年（772年）秋、孔目官の李懐瑗がその兵民の募った怒りを代弁して朱希彩を殺した。兵は従う者がいなくなった。この時、朱泚は城北に宿営していたが、衆心をよく得ていた朱滔は一計を案じ、百余人を城内に紛れ込ませ、「節度使は朱副使でなければならない」と大声で広めさせた。兵は従わない術もなく、朱泚に従った。この作戦で朱泚が朱希彩の後を継ぐことになった。